# Petrophassa
Petrophassa Gould, 1841 è un genere di uccelli della sottofamiglia Raphinae (famiglia Columbidae).

## Tassonomia
Il genere comprende le seguenti specie:
- Petrophassa albipennis Gould, 1841 - piccione di roccia alibianche
- Petrophassa rufipennis Collett, 1898 - piccione di roccia alicastane